# Comuna Hlîbociok, Trosteaneț
Hlîbociok (în ucraineană Глибочок) este o comună în raionul Trosteaneț, regiunea Vinnița, Ucraina, formată din satele Hlîbociok (reședința) și Skîbînți.

## Demografie
Componența lingvistică a satului Hlîbociok
     Ucraineană (99,16%)
     Alte limbi (0,84%)
Conform recensământului din 2001, majoritatea populației satului Hlîbociok era vorbitoare de ucraineană (99,16%), existând în minoritate și vorbitori de alte limbi.